# Charles S. Baker

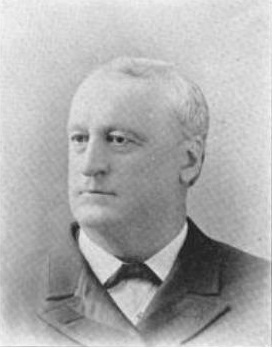
Charles S. Baker

Charles Simeon Baker (* 18. Februar 1839 in Churchville, Monroe County, New York; † 21. April 1902 in Washington, D.C.) war ein US-amerikanischer Politiker. Zwischen 1885 und 1891 vertrat er den Bundesstaat New York im US-Repräsentantenhaus.

## Werdegang
Charles Baker besuchte die öffentlichen Schulen seiner Heimat und das Cary Collegiate Institute in Oakfield sowie das New York Seminary in Lima. Anschließend unterrichtete er selbst für einige Zeit als Lehrer. Nach einem Jurastudium und seiner im Dezember 1860 erfolgten Zulassung als Rechtsanwalt begann er in Rochester in diesem Beruf zu arbeiten. Zu Beginn des Bürgerkrieges nahm Baker als Oberleutnant im Heer der Union am Krieg teil. Bei der Ersten Schlacht am Bull Run wurde er im Juli 1861 verwundet. Daraufhin musste er ehrenhaft den Militärdienst quittieren. Politisch schloss er sich der Republikanischen Partei an. Zwischen 1879 und 1882 saß er als Abgeordneter in der New York State Assembly; in den Jahren 1884 und 1885 gehörte er dem Staatssenat an.
Bei den Kongresswahlen des Jahres 1884 wurde Baker im 30. Wahlbezirk von New York in das US-Repräsentantenhaus in Washington gewählt, wo er am 4. März 1885 die Nachfolge des Demokraten Halbert S. Greenleaf antrat. Nach zwei Wiederwahlen konnte er bis zum 3. März 1891 drei Legislaturperioden im Kongress absolvieren. Seit 1889 war er Vorsitzender des Handelsausschusses.
Nach dem Ende seiner Zeit im US-Repräsentantenhaus praktizierte Charles Baker wieder als Anwalt. Er starb am 21. April 1902 in der Bundeshauptstadt Washington und wurde in Rochester beigesetzt.